# Banc de Desenvolupament del Carib

El Banc de Desenvolupament del Carib (en anglès: Caribbean Development Bank, CDB) és una institució financera internacional que té per objectiu promoure la cooperació i la integració regional i finançar projectes de desenvolupament econòmic, social i institucional en l'àrea del Carib. El banc va ser fundat el 18 d'octubre de 1969 en la ciutat de Kingston, Jamaica, i va entrar en funcions el 16 de gener de 1970. Actualment la seu de la institució se situa en Wildley, Saint Michael, Barbados i compta amb 25 estats membres.